# Энергетика Мордовии
Энергетика Мордовии — сектор экономики региона, обеспечивающий производство, транспортировку и сбыт электрической и тепловой энергии. По состоянию на начало 2020 года, на территории Мордовии эксплуатировались 13 тепловых электростанций и одна малая ГЭС общей мощностью 433,8 МВт. В 2019 году они произвели 1761,4 млн кВт·ч электроэнергии.

## История
Первая небольшая электростанция в Саранске была пущена ещё в 1886 году, её мощность составляла 10 кВт, она обеспечивала электроэнергией мельницу и другие предприятия. По состоянию на 1896 год эксплуатировались две электростанции на станции Арапово (в настоящее время г. Ковылкино). В 1914 была в Саранске была введена в эксплуатацию первая электростанция общего пользования мощностью 96 кВт, позволившая наладить уличное электрическое освещение, а также две электростанции на элеваторе. В то же время, в дореволюционный период степень электрификации региона оставалась незначительной — по состоянию на 1918 год на территории Мордовии эксплуатировалось 6 электростанций общей мощностью 156 кВт.
В 1921 году были образованы товарищества по электрификации, занимавшиеся возведением небольших Ардатовской, Инсарской, Краснослободской и Темниковской электростанций. В 1924 году была построена Рузаевская районная электростанция «Смычка», в 1925 году на реке Инсар была пущена Ладская ГЭС мощностью 200 л. с. Общая мощность электростанций Мордовии по состоянию на 1928 год составляла 750 кВт. К началу 1930-х годов мощность электростанций возросла до 1000 кВт, в год они вырабатывали около 2 млн кВт·ч электроэнергии.
Строительство первой относительно крупной электростанции Мордовии, Саранской ТЭЦ-1, было начато в 1931 году, и уже в 1933 году состоялся пуск первого турбоагрегата мощностью 600 кВт. В 1935 году был введён в эксплуатацию второй турбоагрегат мощностью 1500 кВт. Саранская ТЭЦ-1 вырабатывала электроэнергию до 1981 года, после чего была преобразована в водогрейную котельную.
С 1946 года активно развивается электрификация сельской местности, изначально путём строительства небольших тепловых электростанций и малых ГЭС. В 1958 году в Мордовии эксплуатировалось около 300 сельских электростанций общей мощностью более 12 МВт (в том числе 21 малая ГЭС общей мощностью 1,2 МВт), которые вырабатывали более 15 млн кВт·ч в год. В 1955 году был пущен первый турбоагрегат мощностью 6 МВт на Алексеевской ТЭЦ-3, обеспечившей энергоснабжение цементного завода, эта станция эксплуатировалась до 2009 года.
В 1951 году было принято решение о строительстве Саранской ТЭЦ-2. Возведение станции было начато в 1952 году, первый турбоагрегат мощностью 25 МВт был пущен в 1958 году. Строительство первой очереди станции мощностью 50 МВт в составе двух турбоагрегатов и четырёх котлов было завершено в 1962 году. Станция неоднократно расширялась — в 1966 году была пущена вторая очередь в составе одного турбоагрегата мощностью 60 МВт, двух паровых и одного водогрейного котла, в 1977—1978 годах введена в эксплуатацию третья очередь в составе двух энергоблоков мощностью по 110 МВт, в 1999 году турбоагрегаты первой очереди заменены на один новый мощностью 60 МВт.
В 1958 году при Мордовском Совнархозе был образован энергокомбинат, в состав которого вошли Саранские ТЭЦ-1 и ТЭЦ-2, а также Алексеевская ТЭЦ-3. В 1961 году на базе энергокомбината было создано районное энергетическое управление «Мордовэнерго», а также пущен первый турбоагрегат мощностью 6 МВт на Ромодановской ТЭЦ-4. В том же году после ввода в эксплуатацию линии электропередачи Саранск — Рузаевка Мордовия была подключена к единой энергосистеме страны. Начался процесс подключения к централизованному энергоснабжению сельских районов с одновременным выводом из эксплуатации мелких электростанций, который завершился в 1967 году.
В 2000-х годах в регионе начинает развиваться локальная энергетика. В 2007 году была пущена ГТЭС Явасская, первая газотурбинная электростанция Мордовии, в 2008 году — Саранская ГТ-ТЭЦ. В 2009 году была пущена Токмовская малая ГЭС мощностью 320 кВт. В 2010 году заработала ПГЭС Мордовцемент, первая парогазовая электростанция региона, заменившая изношенную и неэффективную Алексеевскую ТЭЦ-3. В 2015—2019 годах введены в эксплуатацию несколько небольших газопоршневых электростанций, обеспечивающих энергоснабжение отдельных предприятий. Спроектирована Ромодановская биогазовая электростанция мощностью 4,4 МВт, в случае реализации она станет одним из крупнейших проектов такого рода в России.

## Генерация электроэнергии
По состоянию на начало 2020 года, на территории Мордовии эксплуатировались 13 тепловых электростанций общей мощностью 433,5 МВт: Саранская ТЭЦ-2, Саранская ГТ-ТЭЦ, Ромодановская ТЭЦ-4, ПГЭС Мордовцемент, ГТЭС Явасская, а также еще 8 электростанций промышленных предприятий и Токмовская малая ГЭС. Особенностью энергосистемы региона является доминирование одной станции, Саранской ТЭЦ-2, на которую приходится более 70 % установленной мощности и более 60 % выработки электроэнергии.

### Саранская ТЭЦ-2
Расположена в г. Саранске, основной источник теплоснабжения города и крупнейшая электростанция региона. Паротурбинная теплоэлектроцентраль, в качестве топлива использует природный газ. Эксплуатируемые в настоящее время турбоагрегаты станции введены в эксплуатацию в 1977—1999 годах, при этом сама станция пущена в 1958 году. Установленная электрическая мощность станции — 280 МВт, тепловая мощность — 744 Гкал/час. Фактическая выработка электроэнергии в 2019 году — 1070,2 млн кВт·ч. Оборудование станции включает в себя три турбоагрегата, один мощностью 60 МВт и два — по 110 МВт. Также имеется восемь котлоагрегатов и один водогрейный котёл. Принадлежит ПАО «Т Плюс»

### Саранская ГТ-ТЭЦ
Расположена в г. Саранске. Газотурбинная теплоэлектроцентраль (ГТУ-ТЭЦ), в качестве топлива использует природный газ. Турбоагрегаты станции введены в эксплуатацию в 2008 году. Установленная электрическая мощность станции — 18 МВт, тепловая мощность — 80 Гкал/час. Фактическая выработка электроэнергии в 2019 году — 99,1 млн кВт·ч. Оборудование станции включает в себя две газотурбинные установки мощностью по 9 МВт и два котла-утилизатора. Принадлежит АО «ГТ Энерго».

### Электростанции промышленных предприятий
На территории Мордовии эксплуатируется электростанции промышленных предприятий (блок-станций), общей мощностью 135,5 МВт. Некоторые из них не подключены к энергосистеме и работают изолированно.
- ПГЭС Мордовцемент — расположена в п. Комсомольский Чамзинского района, обеспечивает энергоснабжение цементного завода. Парогазовая теплоэлектроцентраль (ПГУ-ТЭЦ), в качестве топлива использует природный газ. Введена в эксплуатацию в 2010 году. Установленная электрическая мощность станции — 73 МВт, тепловая мощность — 61 Гкал/час. Фактическая выработка электроэнергии в 2019 году — 373,5 млн кВт·ч. Оборудование станции включает в себя две газотурбинные установки, один паротурбинный турбоагрегат, один котёл-утилизатор и один паровой котёл. Собственник станции — АО «Мордовцемент»[11][1].
- Ромодановская ТЭЦ-4 — расположена в п. Ромоданово Ромодановского района, обеспечивает энергоснабжение Ромодановского сахарного завода. Паротурбинная теплоэлектроцентраль, в качестве топлива использует природный газ. Введена в эксплуатацию в 1961 году. Установленная электрическая мощность станции — 12 МВт, тепловая мощность — 41,7 Гкал/час. Фактическая выработка электроэнергии в 2019 году — 28,6 млн кВт·ч. Оборудование станции включает в себя два турбоагрегата мощностью по 6 МВт. Собственник станции — ООО «РомодановоСахар»[1].
- ГТЭС Явасская — обеспечивает энергоснабжение компрессорной станции газопровода и жилого посёлка. Газотурбинная электростанция, в качестве топлива использует природный газ. Введена в эксплуатацию в 2007 году. Установленная электрическая мощность станции — 5 МВт, фактическая выработка электроэнергии в 2019 году — 5,5 млн кВт·ч. Оборудование станции включает в себя две газотурбинные установки. Собственник станции — ООО «Газпром трансгаз Нижний Новгород»[12][1].
- ЭС АО «Мир цветов РМ» — газопоршневая электростанция, введена в эксплуатацию в 2019 году. Мощность — 6 МВт, фактическая выработка электроэнергии в 2019 году — 7,5 млн кВт·ч. Оборудование станции включает в себя четыре газопоршневые установки мощностью по 1,5 МВт. Работает изолированно от энергосистемы[1].
- ЭС АО «Мир цветов» — газопоршневая электростанция, введена в эксплуатацию в 2018 году. Мощность — 6 МВт, фактическая выработка электроэнергии в 2019 году — 27,3 млн кВт·ч. Оборудование станции включает в себя две газопоршневые установки мощностью по 3 МВт. Работает изолированно от энергосистемы[1].
- ЭС АО «Тепличное» — газопоршневая электростанция, агрегаты введены в эксплуатацию в 2012—2017 годах. Мощность — 16,6 МВт, фактическая выработка электроэнергии в 2019 году — 77,4 млн кВт·ч. Оборудование станции включает в себя девять газопоршневых установок, одну мощностью 0,6 МВт, четыре мощностью по 1 МВт и четыре мощностью по 3 МВт[1].
- ЭС ООО МПК «Атяшевский» — газопоршневая электростанция, введена в эксплуатацию в 2018—2019 годах. Мощность — 4,3 МВт, фактическая выработка электроэнергии в 2019 году — 31,9 млн кВт·ч. Оборудование станции включает в себя две газопоршневые установки мощностью по 2,14 МВт[1].
- ЭС ООО «Саранскабель-Оптика" — газопоршневая электростанция, введена в эксплуатацию в 2018 году. Мощность — 0,8 МВт, фактическая выработка электроэнергии в 2019 году — 2,6 млн кВт·ч. Оборудование станции включает в себя одну газопоршневую установку[1].
- ЭС ООО «ЭМ-ПЛАСТ» — газопоршневая электростанция, введена в эксплуатацию в 2015—2019 годах. Мощность — 4,4 МВт, фактическая выработка электроэнергии в 2019 году — 8,4 млн кВт·ч. Оборудование станции включает в себя четыре зазопоршневые установки, три из которых имеют мощность 0,8 МВт и одна — 2 МВт[1].
- ЭС ООО «Энергоцентр Сура» — газопоршневая электростанция, введена в эксплуатацию в 2018—2019 годах, обеспечивает энергоснабжение Чамзинской птицефабрики. Мощность — 6,9 МВт, фактическая выработка электроэнергии в 2019 году — 28,3 млн кВт·ч. Оборудование станции включает в себя четыре газопоршневые установки, из которых две мощностью по 1,9 МВт работают параллельно с энергосистемой, а ещё две мощностью 1,9 МВт и 1,2 МВт — изолированно от энергосистемы[1].
- ЭС АО «Саранский комбинат макаронных изделий» — газопоршневая электростанция, введена в эксплуатацию в 2019 году. Мощность — 0,5 МВт, фактическая выработка электроэнергии в 2019 году — 1,1 млн кВт·ч. Оборудование станции включает в себя одну газопоршневую установку. Работает изолированно от энергосистемы[1].

### Токмовская МГЭС
Расположена на реке Мокше в Ковылкинском районе. Введена в эксплуатацию в 2009 году. Мощность станции — 320 кВт, оборудование включает в себя два гидроагрегата мощностью по 160 кВт. Эксплуатируется ФГБУ «Управление «Мордовмелиоводхоз».

## Потребление электроэнергии
Потребление электроэнергии в Мордовии (с учётом потребления на собственные нужды электростанций и потерь в сетях) в 2019 году составило 3335,1 млн кВт·ч, максимум нагрузки — 530 МВт. Таким образом, Мордовия является энергодефицитным регионом по электроэнергии и мощности, недостаток восполняется за счет перетоков электроэнергии из соседних регионов. В структуре энергопотребления лидируют обрабатывающие производства — 32,3 %, доля потребления населением составляет 18,1 %, транспорта и связи — 11,5 %. Крупнейшие потребители электроэнергии по итогам 2019 года: АО «Мордовцемент» — 412,3 млн кВт·ч, ОАО «РЖД» — 318,4 млн кВт·ч, АО «Тепличное» — 173 млн кВт·ч. Функции гарантирующего поставщика электроэнергии выполняет ПАО «Мордовская энергосбытовая компания».

## Электросетевой комплекс
Энергосистема Мордовии входит в ЕЭС России, являясь частью Объединённой энергосистемы Средней Волги, находится в операционной зоне филиала АО «СО ЕЭС» — «Региональное диспетчерское управление энергосистем Пензенской области и Республики Мордовия» (Пензенское РДУ). Энергосистема региона связана с энергосистемами Нижегородской области по двум ВЛ 220 кВ, четырём ВЛ 110 кВ и одной ВЛ 35 кВ, Пензенской области по одной ВЛ 220 кВ, четырём ВЛ 110 кВ и двум ВЛ 35 кВ, Рязанской области по двум ВЛ 110 кВ и Чувашии по одной ВЛ 110 кВ.
Общая протяженность линий электропередачи напряжением 110—220 кВ составляет 2625 км, в том числе линий электропередач напряжением 220 кВ — 536 км, 110 кВ — 2089 км. Магистральные линии электропередачи напряжением 220 кВ эксплуатируются филиалом ПАО «ФСК ЕЭС» — МЭС Волги, распределительные сети напряжением 110 кВ — филиалом ПАО «МРСК Волги» — «Мордовэнерго» (в основном) и территориальными сетевыми организациями.